# Aqqikkol Hu
Aqqikkol Hu (kinesiska: 阿其克库勒湖) är en sjö i Kina. Den ligger i den autonoma regionen Xinjiang, i den nordvästra delen av landet, omkring 760 kilometer söder om regionhuvudstaden Ürümqi. Aqqikkol Hu ligger 4 251 meter över havet. Arean är 356 kvadratkilometer. Trakten runt Aqqikkol Hu består i huvudsak av gräsmarker. Den sträcker sig 21,9 kilometer i nord-sydlig riktning, och 24,1 kilometer i öst-västlig riktning.
Genomsnittlig årsnederbörd är 219 millimeter. Den regnigaste månaden är juni, med i genomsnitt 43 mm nederbörd, och den torraste är december, med 4 mm nederbörd.